# College Park (Georgia)
College Park es una ciudad ubicada en el condado de Fulton en el estado estadounidense de Georgia. En el censo de 2020, su población era de 13,930

## Demografía
En el 2000 la renta per cápita promedia del hogar era de $30,846, y el ingreso promedio para una familia era de $32,655. El ingreso per cápita para la localidad era de $14,371. Los hombres tenían un ingreso per cápita de $26,644 contra $22,412 para las mujeres.

## Geografía
College Park se encuentra ubicado en las coordenadas 33°38′54″N 84°27′22″O / 33.64833, -84.45611 (33.648209, -84.456007).
Según la Oficina del Censo, la localidad tiene un área total de 25,1 km² (9,7 mi²), de la cual 25,1 km² (9,7 mi²) es tierra y 0 km² (0 mi²) (0.00%) es agua.